# Say You〜声優・この想い、あなたに届けたい〜
『Say You〜声優・この想い、あなたに届けたい〜』（セイ・ユー せいゆう・このおもい、あなたにとどけたい）は、原作:倉科遼、漫画:大谷じろうによる日本の漫画。

## 登場人物
水谷優
主人公。長野県出身。徹の影響で声優を目指す。
斉藤徹
優に告白し、優が声優を目指すきっかけをつくる。
藤崎綾
優の憧れている声優。
山本美希
優の声優学校の同級生。広島県出身。
工藤沙耶
徹に気があり、優をあらゆる手を使って妨害する。
有藤俊一
アニメプロデューサー兼講師。
金田崇
アニメのエグゼクティブ・プロデューサー兼音響監督。
新井貫太郎
声優事務所「プログレス」社長。
宮川
アニメプロデューサー。
山崎統
日本アニメ界の巨匠。
進藤弘毅
俳優。声優にも挑戦する。
池田淳子
女優。
藤島達也
若手俳優。
佐藤
スタジオゼブラのプロデューサー。

## 単行本
- 倉科遼・大谷じろう 『Say You〜声優・この想い、あなたに届けたい〜』小学館ビッグコミックス、全5巻
  1. 2009年12月5日発行 ISBN 978-4-09-182724-1
  2. 2009年12月26日発行 ISBN 978-4-09-182820-0
  3. 2010年4月4日発行 ISBN 978-4-09-182876-7
  4. 2010年6月30日発行 ISBN 978-4-09-183226-9
  5. 2010年10月5日発行 ISBN 978-4-09-183455-3